# سوزي باكون
سوزي باكون (بالإنجليزية: Sosie Bacon)‏ هي ممثلة أمريكية، ولدت في 15 مارس 1992 في الولايات المتحدة.

## وصلات خارجية
- سوزي باكون على موقع IMDb (الإنجليزية)
- سوزي باكون على موقع ألو سيني (الفرنسية)
- سوزي باكون على موقع أول موفي (الإنجليزية)
- سوزي باكون على موقع قاعدة بيانات الفيلم (الإنجليزية)
- سوزي باكون على موقع كينوبويسك (الروسية)